# Halalaimus sarsi
Halalaimus sarsi är en rundmaskart som beskrevs av Gerlach 1967. Halalaimus sarsi ingår i släktet Halalaimus och familjen Oxystominidae. Inga underarter finns listade i Catalogue of Life.